# Crioceris duodecimpunctata
Crioceris duodecimpunctata är en skalbaggsart som först beskrevs av Carl von Linné 1758.  Crioceris duodecimpunctata ingår i släktet Crioceris och familjen bladbaggar. Arten är reproducerande i Sverige. Inga underarter finns listade i Catalogue of Life.

## Bildgalleri

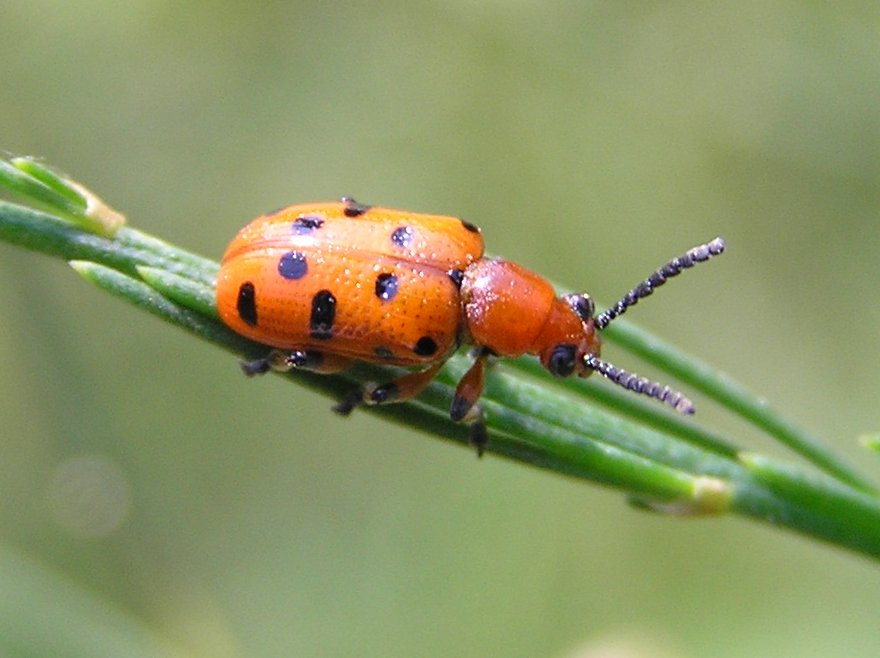
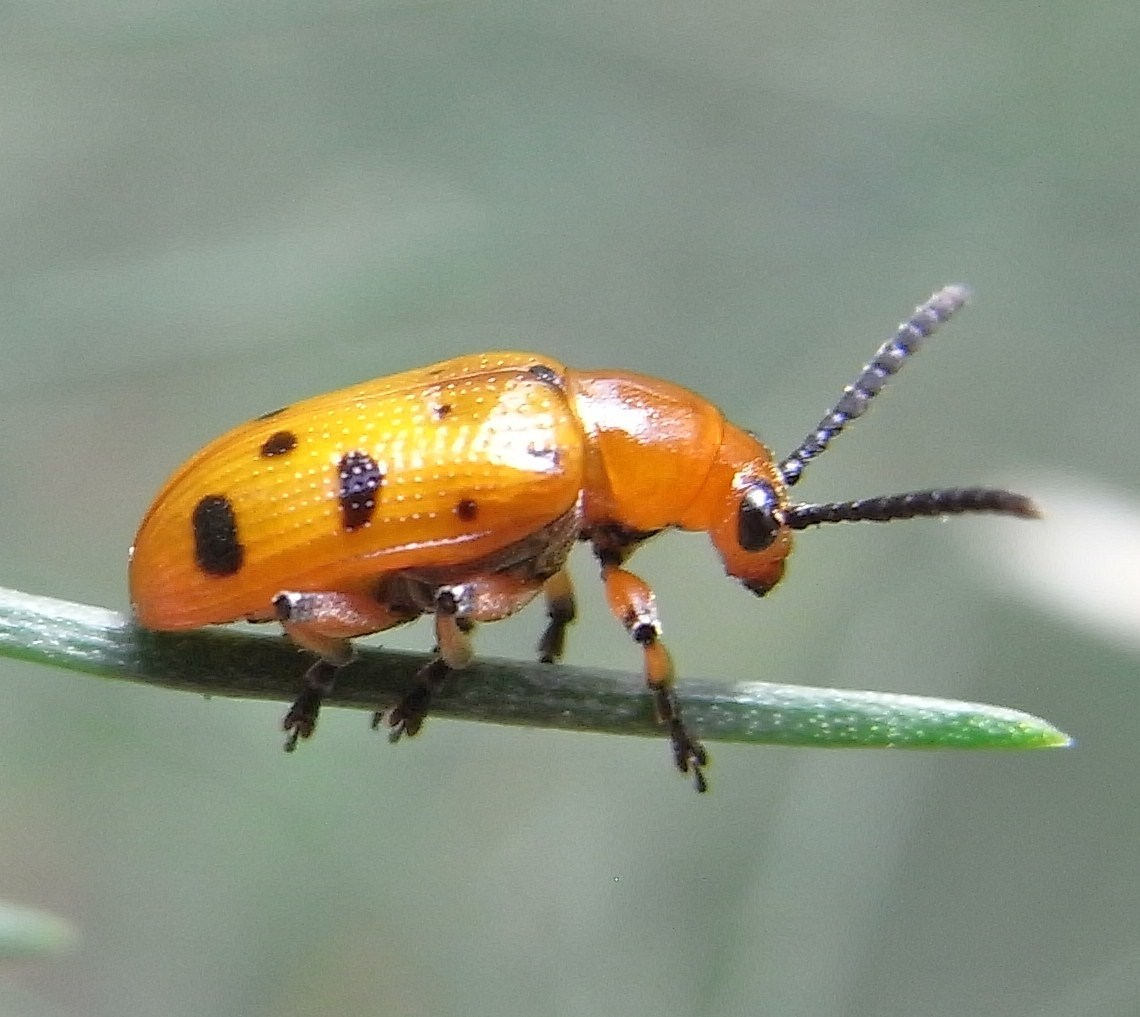
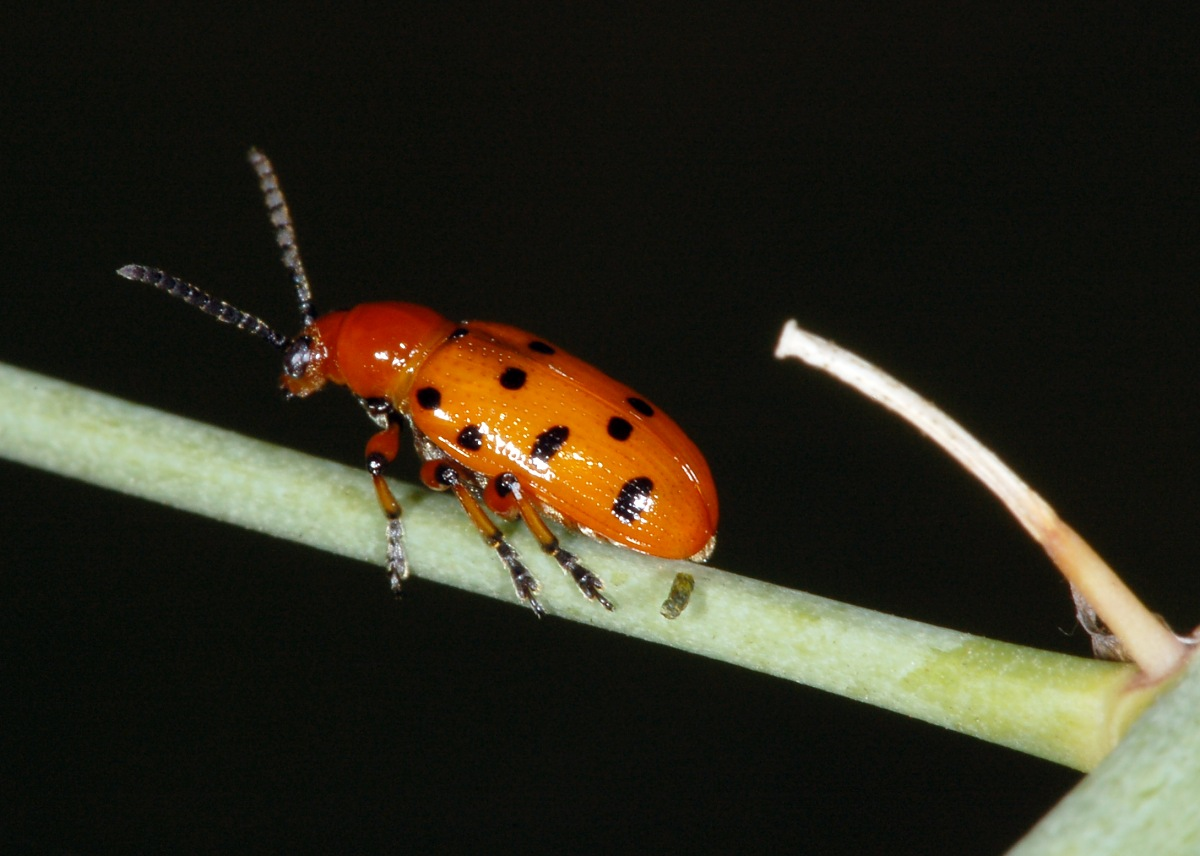
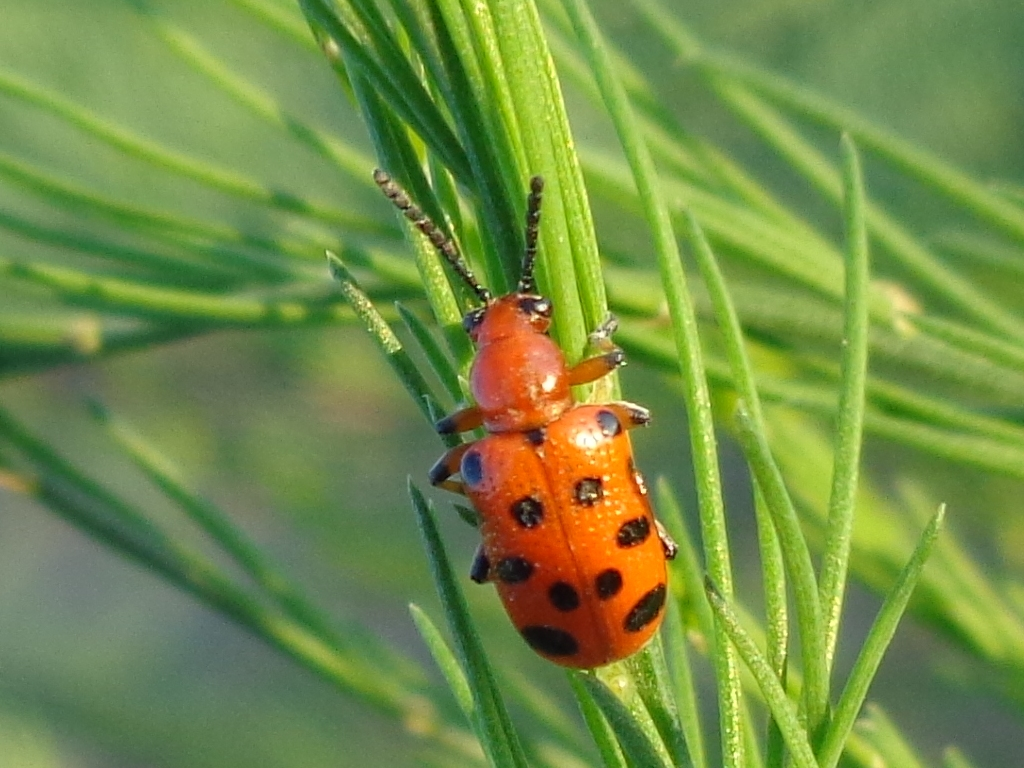
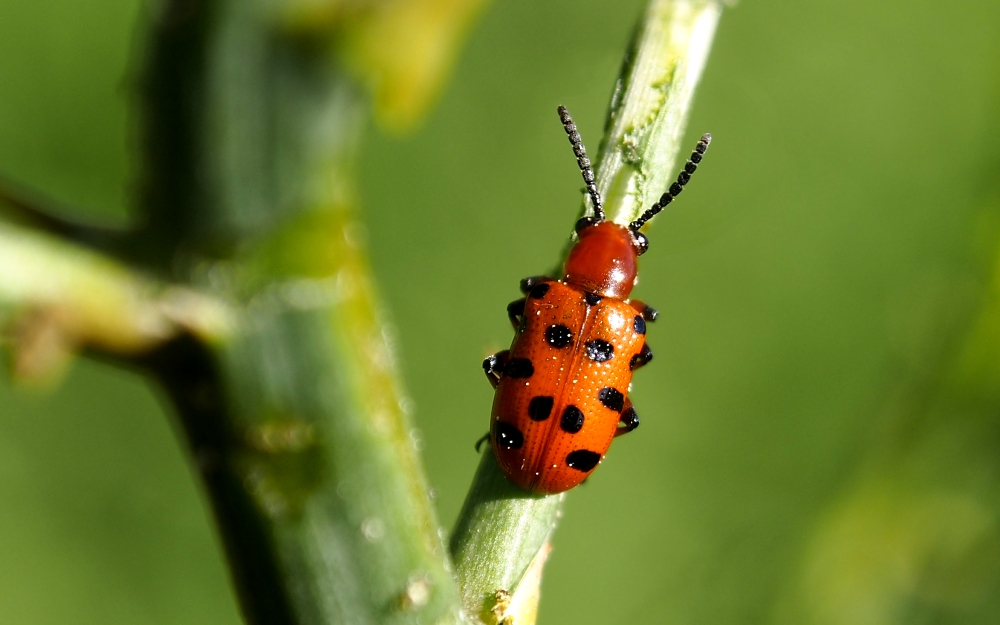
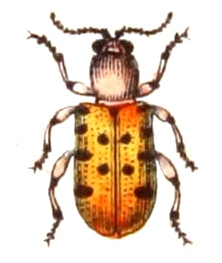